# Sauce maltaise
La sauce maltaise est une variation de la sauce hollandaise, qui accompagne les asperges.
Elle est composée de sauce hollandaise additionnée du jus et du zeste d'oranges sanguines.